# 布拉 (約羅索省)
布拉（法語：Boura），是馬里的城鎮，位於該國南部，由錫卡索區的約羅索省負責管轄，處於約羅索以東26公里，面積887平方公里，2009年人口22,735，人口密度每平方公里26人。